# Schloss Kirchstetten
Das Schloss Kirchstetten ist ein Schloss im gleichnamigen Ort Kirchstetten in der Gemeinde Neudorf im Weinviertel.

## Geschichte
Der mächtige Kernbau stammt aus dem 16. Jahrhundert und war ursprünglich eine vierflügelige Anlage, umgeben von einem wasserführenden Graben, befestigt mit Mauern und kleinen Vorwerken. 1723 erwarb der kaiserliche Leibarzt Matthias von Suttner Schloss Kirchstetten. Er ließ das Schloss nach Plänen von Joseph Emanuel Fischer von Erlach barock umbauen. Die U-förmige Anlage ist nach Osten hin offen, östlich befindet sich auch der ausgedehnte Park.
Höhepunkt des Schlosses ist der Fest-Maulbertsch-Saal, benannt nach dem Schöpfer des Deckengemäldes Franz Anton Maulbertsch, der für Kirchstetten 1750 bis 1752 sein bedeutendstes Jugendwerk Der Triumph der Wahrheit über die Zeit schuf. Es handelt sich hiebei um ein Ölgemälde, das an der Decke angebracht wurde. An den Stirnwänden des Saales finden sich je zwei großformatige Porträts des Rokokomalers Franz Anton Palko der Familie Suttner.
Anfang des 20. Jahrhunderts besuchte (angeblich) auch Bertha von Suttner mehrmals ihre Verwandten im Schloss Kirchstetten; dafür wurden aber keine historischen Quellen gefunden. Nach 1945 verließ die Familie Suttner das Schloss, das Gebäude blieb jahrzehntelang unbewohnt und ungenutzt. Bei einem Einbruch im Jahr 1975 wurde die Waffensammlung, Teile des Mobiliars sowie das Altargemälde von Kremser Schmidt aus der Schlosskapelle entwendet.
Zwischen Schloss und Schlosspark begann eine Investmentgesellschaft, ein Thermalbad mit Kurhotel zu errichten. Die Gesellschaft ging aber in Konkurs und hinterließ einen Rohbau.

## Das Schloss heute
Für die im Jahr 1998 stattfindende Niederösterreichische Landesausstellung unter dem Motto „aufmüpfig & angepaßt – Frauenleben in Österreich“ wurde das Schloss teilweise renoviert.
Seit 1999 findet jährlich im Sommer ein Opern- & KlassikFestival statt.
Im „Kleinsten Opernhaus Österreichs“, dem Maulpertsch-Saal, werden jährlich Belcanto-Opern – auch selten gespielte Werke – aufgeführt.
Orchester-OpenAirs „Klassik unter Sternen“ bzw. „Symphonic Rock“ im Ehrenhof und zwei Konzertzyklen „Kammermusik gehört: erzählt“ und „herbstKLANG weinviertel“ runden das Festival ab
Das Schloss kann während des Klassikfestivals (ausgenommen OpenAir Konzerte) besichtigt werden.
Am 2. Adventwochenende findet „Advent im Schloss Kirchstetten“ statt.